# Chế độ máy bay (phim 2020)
Chế độ máy bay (Airplane Mode) (tiếng Bồ Đào Nha: Modo Avião) là một bộ phim hài lãng mạn của Brazil của đạo diễn César Rodrigues từ kịch bản phim của Alberto Bremer, được viết bởi Renato Fagundes và Alice Name-Bomtempo. Phim có sự tham gia của các diễn viên như: Larissa Manoela, Erasmo Carlos, Katiuscia Canoro, André Frambach và Dani Ornellas. Phim được phát hành vào ngày 23 tháng 1 năm 2020 bởi Netflix.

## Sản xuất
Vào tháng 4 năm 2019, phim đã được công bố trong sự kiện Rio2C (Hội nghị sáng tạo Rio) năm 2019 rằng Netflix sẽ sản xuất bộ phim hài Brazil đầu tiên của họ với sự tham gia của Larissa Manoela. Vào tháng 7 năm 2019, đã có thông báo rằng Erasmo Carlos, Katiuscia Canoro, André Frambach và Dani Ornellas đã tham gia vào dàn diễn viên của bộ phim.

## Diễn viên
- Larissa Manoela trong vai Ana
- Erasmo Carlos trong vai Germano
- André Frambach trong vai João
- Katiuscia Canoro trong vai Carola
- Dani Ornellas trong vai Antônia
- Eike Duarte trong vai Gil
- Nayobe Nzainab trong vai Júlia
- Adriano Fanti trong vai Diễn viên